# Onthophagus basicruentatus
Onthophagus basicruentatus là một loài bọ cánh cứng trong họ Bọ hung (Scarabaeidae).